# Редон (кантон)
Редон (фр. Redon) — кантон во Франции, находится в регионе Бретань, департамент Иль и Вилен. Входит в состав округа Редон.

## История
До 2015 года в состав кантона входили коммуны Бен-сюр-Уст, Ла-Шапель-де-Брен, Лангон, Редон, Ренак и Сент-Мари.
В результате реформы 2015 года состав кантона был изменен; в его состав вошли коммуны упраздненного кантона Пиприак.
С 1 января 2016 года состав кантона вновь изменился: коммуна Гипри вместе с коммуной Месак кантона Бан-де-Бретань образовали новую коммуну Гипри-Месак.

## Состав кантона с 1 января 2016 года
В состав кантона входят коммуны (население по данным Национального института статистики за 2018 г.):
- Бен-сюр-Уст (3 491 чел.)
- Брюк-сюр-Аф (866 чел.)
- Гипри-Месак (7 034 чел.)
- Ла-Шапель-де-Брен (981 чел.)
- Лангон (1 401 чел.)
- Лоэак (653 чел.)
- Льёрон (786 чел.)
- Пиприак (3 779 чел.)
- Редон (9 151 чел.)
- Ренак (1 028 чел.)
- Сен-Гантон (428 чел.)
- Сен-Жюст (1 062 чел.)
- Сен-Мало-де-Фили (1 079 чел.)
- Сент-Мари (2 257 чел.)
- Сикс-сюр-Аф (2 144 чел.)

## Политика
На президентских выборах 2022 г. жители кантона отдали в 1-м туре Эмманюэлю Макрону 30,9 % голосов против 23,3 % у Марин Ле Пен и 20,8 % у Жана-Люка Меланшона; во 2-м туре в кантоне победил Макрон, получивший 61,2 % голосов. (2017 год. 1 тур: Эмманюэль Макрон – 26,3 %, Марин Ле Пен – 19,6 %, Жан-Люк Меланшон – 19,3 %, Франсуа Фийон – 18,0 %; 2 тур: Макрон – 69,4 %. 2012 год. 1 тур: Франсуа Олланд — 29,8 %, Николя Саркози — 25,2 %, Марин Ле Пен — 16,6 %; 2 тур: Олланд — 55,1 %).
С 2018 года кантон в Совете департамента Иль и Вилен представляют Анн Менге-Граль (Anne Mainguet-Grall) и мэр коммуны Пиприак Франк Пишо (Franck Pichot) (оба ― Социалистическая партия).
|                | Кандидаты                          | Партия                   | Первый тур | Первый тур     | Второй тур | Второй тур |
| Кол-во голосов | Кандидаты                          | Партия                   | % голосов  | Кол-во голосов | % голосов  |            |
| -------------- | ---------------------------------- | ------------------------ | ---------- | -------------- | ---------- | ---------- |
|                | Анн Менге-Граль Франк Пишо         | Левый блок               | 3 699      | 44,13          | 5 500      | 71,61      |
|                | Ален Ридар Флоранс Шоке            | Европа Экология Зелёные  | 1 680      | 20,04          | 2 180      | 28,39      |
|                | Мари-Кристин Карпантье Жак Франсуа | Разные правые            | 1 592      | 18,99          |            |            |
|                | Анн-Мари Колен Жан-Поль Морван     | Национальное объединение | 1 411      | 16,83          |            |            |

|                | Кандидаты                   | Партия                        | Первый тур | Первый тур     | Второй тур | Второй тур |
| Кол-во голосов | Кандидаты                   | Партия                        | % голосов  | Кол-во голосов | % голосов  |            |
| -------------- | --------------------------- | ----------------------------- | ---------- | -------------- | ---------- | ---------- |
|                | Солен Мишно Франк Пишо      | Левый блок                    | 4 329      | 35,53          | 5 994      | 52,84      |
|                | Венсан Бурге Селин Мотель   | Союз демократов и независимых | 3 809      | 31,26          | 5 350      | 47,16      |
|                | Кристиан Лешевалье Карин Юо | Национальный фронт            | 2 932      | 24,06          |            |            |
|                | Клер Демар Паскаль Эро      | Европа Экология Зелёные       | 1 115      | 9,15           |            |            |